# جنگ جمل
جنگ جمل یا نبرد جمل در جمادی‌الاولی یا جمادی الثانی سال ۳۶ هجری قمری (دسامبر ۶۵۶ میلادی) بین عایشه، طلحه و زبیر از یک سو و علی، خلیفه وقت، از سوی دیگر رخ داد. این نبرد، نخستین جنگ میان مسلمانان است. از آن رو که در این جنگ، عایشه در مرکز میدان جنگ و بر روی شتری به‌نام عسکر سوار بود، آن را «جنگ جمل» (شتر نر) نامیده‌اند.
در ابتدای خلافت علی بن ابی طالب، طلحه و زبیر در مدینه با وی بیعت نمودند، اما چهار ماه بعد بیعت خود را شکستند و راهی مکه شدند؛ و در آنجا به عایشه، همسر محمد پیامبر اسلام و دختر ابوبکر خلیفه اول، که از دشمنان علی بود پیوستند و مردم را به خونخواهی عثمان برانگیختند، در حالی که علی در کشته شدن عثمان نقشی نداشت و فرزندش حسن را نیز برای محافظت از عثمان فرستاده بود. در نهایت حدود سه هزار نفر به سوی بصره حرکت کردند. در بصره سپاه جمل به بیت المال حمله کردند و محافظان آن را کشتند و درگیری را آغاز کردند. همچنین عثمان بن حنیف، والی منصوب علی، را مجبور کردند که شهر را ترک کند و موی سر و ریشش را کندند. از طرفی هم علی با قوای خود در پی آنان آمد و لشکری از کوفه به وی پیوست. علی به بصره نزدیک شد و باب مذاکرات با طلحه و زبیر و عایشه را باز کرد. در حالی که، همه فکر می‌کردند توافق بین طرفین حاصل شده‌است، جنگ بین دو سپاه ناگهان آغاز گردید. در منابع در مورد آغازگر جنگ روایاتی گوناگون داریم. بر طبق برخی روایات، علی به لشکریانش دستور داد که جنگی را آغاز نکنند، اما پس از آنکه برخی از سپاهیان علی کشته شدند، وی با سپاه جمل وارد جنگ شد. علی به سپاه خود دستور داد هرکس از دشمن زخمی شد او را نکشید و لباس و وسایل اشخاص را به غنیمت نبرید.
آنچه از این روایات بر می‌آید این است که بنا به سنت عرب، جنگ بیشتر شامل نبردهای دو نفره رودررو بوده و درگیری گروهی و گسترده در آن به چشم نمی‌خورد. طلحه توسط تیری زخمی شد و سپس درگذشت. زبیر نیز پس از دیدار با علی، میدان جنگ را ترک نمود. برخی افراد از قبیله بنی تمیم خودسرانه وی را تعقیب کردند و در جایی خلوت کشتند. مهم‌ترین بخش جنگ، حول شتر و هودج عایشه در جریان بود و در طی آن بین ۴۰ تا ۲۷۰۰ نفر از محافظان عایشه کشته شدند. نهایتاً، سپاه علی پیروز شد و یاران علی زانوی شتر را قطع کردند و شتر به همراه عایشه به زمین نشست. عایشه بازداشت گردید اما با احترام با وی رفتار شد و علی وی را تحت مراقبت به مدینه فرستاد. او به سپاه شکست خورده جمل امان داد، برخی از سران مخالف همچون مروان بن حکم را پس از بیعت آزاد نمود و دستور داد که جز اسلحه جنگی، چیزی به غنیمت گرفته نشود و اسرا آزاد شوند. این عمل علی، باعث بروز ناآرامی‌هایی در سپاهش گردید.

## پیش زمینه
دورهٔ خلافت عثمان، سومین خلیفه راشدین از لحاظ تاریخی به دو دوره شامل دورهٔ شش سالهٔ آرامش ۲۳–۲۹ هجری و دورهٔ آشوب ۳۰–۳۵ هجری تقسیم می‌شود. با شروع سال ۳۱ هـ آشوب‌ها و جنب‌وجوش‌ها شروع به نمایان شدن و شدت گرفتن کرد که تا پایان دورهٔ خلفای راشدین ادامه یافت. عثمان به بنی‌امیه که قوم و خویشش بودند بیش از حد امتیاز می‌داد، به‌طوری‌که نفوذ آنان بر وی سبب شد، که با صحابهٔ محمد مانند ابوذر غفاری، عبدالله بن مسعود و عمار یاسر بدرفتاری کند. مروان بن حکم، عموزادهٔ عثمان، بعد از انتصاب به عنوان مشاور خلیفه، بر وی تسلط یافت. این امر باعث اعتراض بسیاری از صحابهٔ محمد به‌خصوص اعضای شورای انتخاب عثمان گردید. بسیاری از آنان به عثمان اعتراض و حمایت خود را از وی قطع کردند. در نهایت، در سال ۳۴ هـ، مردم در برخی از شهرها و مناطق به‌خصوص عراق و مصر علیه عثمان قیام کردند و با کاروان حجی به مدینه آمدند تا بدین وسیله شورش ضد عثمان آغاز شود. در ابتدا، عثمان موفق شد رضایت آن‌ها را به‌دست بیاورد، ولی گفته می‌شود وقتی آن‌ها در حال بازگشت به سرزمین‌هایشان بودند، به نامه‌رسان عثمان برخورد کردند و بعد از بازرسیش به نامه‌ای دست یافتند که در آن، عثمان فرماندار مصر را به کشتنشان فرمان داده بود. به همین دلیل به مدینه بازگشتند و دست به انقلاب ضد وی زدند. شورشیان خانهٔ عثمان را محاصره کردند و سرانجام به خانهٔ او حمله کردند و در خانه را آتش زدند، سپس با شمشیر عثمان را در تاریخ ۱۸ ذی‌الحجه سال ۳۵ هـ (۲۰ ژوئن سال ۶۵۶م)، در حالی که ۸۲ سال داشت و از خلافتش ۱۲ سال می‌گذشت، به قتل رساندند.
به نوشته مادلونگ، بر طبق تاریخ‌نگاری دوران اولیه اسلام، عایشه در برانگیختن شورش ضد عثمان نقش فعالی داشت و احتمالاً نخستین کسی بود که در مسجد ضد وی سخنرانی کرد، برای دعوت مردم شهرها به شورش نامه نوشت و از صحابه ای که مغضوب وی شده بودند، حمایت کرد. البته در زمان محاصره عثمان، نقش خود در برانگیختن شورش و تحریک مسلمانان علیه عثمان را انکار کرد. طلحه جزو رهبران اصلی شورش بود که مردم را ضد عثمان برانگیخت و شورشیان مصری را به محاصره خانه وی ترغیب کرد. او انتظار داشت که خودش جانشین عثمان شود و عایشه نیز حامی وی بود. هرچند برخی منابع بعدی، زبیر را نیز همچون عایشه و طلحه در برانگیختن شورش دخیل می‌دانند، با این حال مادلونگ آن را دور از واقعیت می‌داند و می‌گوید زبیر روابط خوبی با عثمان داشت و از وی حمایت می‌کرد و حتی در زمان محاصره خانه عثمان به وی اطلاع داد که می‌تواند مردانی را برای حمایتش بیاورد و پسرش، عبدالله بن زبیر، فرمانده مدافعان خانه عثمان بود. کائتانی معتقد است، که علی عامل اصلی شورش و ذی‌نفع از آن بوده‌است، که دست کم برای خلع عثمان، اگر نه قتل وی، دسیسه‌چینی کرده‌است. اما چون منابع تاریخ‌نگاری دوران اولیه اسلام از این مدعا پشتیبانی نمی‌کند، وی اهل سنت را متهم می‌کند که به نفع علویان و ضد امویان منابع را تحریف کرده‌اند. مادلونگ استدلال کائتانی در خصوص برنامه‌ریزی علی برای تصاحب خلافت را رد می‌کند، زیرا در این صورت قطعاً عایشه در چنین شورشی مشارکت نمی‌کرد. اما به گفته وی، مزیت علی در این بود که چون از سوی طبقه حاکم از قبیله قریش رد شده بود، مردم ولایات وی را به عنوان مرجعی برای طرح شکایاتشان یافته بودند. بدین ترتیب، مخالفان عثمان، به‌خصوص در کوفه، به وی گرایش یافتند. هرچند علی از این گرایش مطلع بود، اما شواهدی وجود ندارد که آنان را به سوی مخالفت و شورش هدایت کرده باشد. علی، به خصوص، در مورد پیاده‌سازی احکام شریعت با عثمان مخالفت داشت، که این امر از آغاز خلافت عثمان در ماجرای قصاص عبیدالله بن عمر، قاتل هرمزان، شروع شد. علی مسامحه عثمان در خصوص اجرای حد شرعی بر خویشانش، توزیع فیء میان امویان و بدعت در عبادات را برنمی‌تابید. همچنین در برابر بدرفتاری با صحابه محمد، جانب آن‌ها را می‌گرفت. در سال ۳۴ هجری، زمانی که نارضایتی‌ها بالا گرفت، علی به جهت خویشاوندی با عثمان از سوی مخالفان به عنوان میانجی پیشنهاد شد و کوشید تا با اصلاح رویه عثمان، به اختلاف خاتمه دهد. با این حال نفوذ مروان بر عثمان مانع این مقصود شد. در نهایت، زمانی که شورشیان مصری خانه عثمان را محاصره کردند، وی دریافت که نمی‌تواند اوضاع را سامان دهد و از ماجرا کناره گرفت، اما دو پسرش حسن و حسین به نگهبانی از خانه عثمان پرداختند.
به نوشته ویلفرد مادلونگ پس از کشته‌شدن عثمان به دست شورشیانی از مصر، کوفه و بصره، نظرها بر علی و طلحه بود. در میان اهالی مصر، حامیانی برای طلحه وجود داشت. در حالی که بصریان و کوفیان که به مخالفت‌های علی با ظلم و بیداد توجه داشتند و نیز اکثر انصار، آشکارا تمایل به خلافت علی داشتند و بالاخره حرف آنان به کرسی نشست. در این میان مالک اشتر که رهبر کوفیان بود، به نظر می‌رسد که نقش اصلی را در تأمین امنیت برای خلیفه‌شدن علی برعهده داشته‌است. به نوشته پوناوالا پیش از قتل عثمان، شورشیان بصری طرفدار طلحه و شورشیان کوفی طرفدار زبیر بودند، اما با قتل عثمان هر دو گروه به علی گرویدند. با قتل عثمان، بنی امیه از مدینه گریختند و کنترل شهر در دست مصریان، مهاجرین برجسته و انصار قرار گرفت. آن‌ها از علی برای خلافت دعوت کردند و پس از چند روز، وی این منصب را پذیرفت. در مقابل دیدگاه برخی دیگر از تاریخ‌پژوهان آن است که انتخاب علی به‌عنوان خلیفهٔ جدید، در جوی انجام گرفت که پر از التهاب و ترس و وحشت بود. کائتانی معتقد است، این انتخاب بدون موافقت قبلی صحابه نامدار محمد که قطعاً وقایع قتل عثمان را پیش‌بینی می‌کردند، صورت گرفت. دلاویدا معتقد است که انتخاب علی به‌عنوان خلیفه، به این دلیل نبود که وی و خانواده‌اش جایگاهی بالا داشتند یا به این دلیل که وی وفادار به محمد بوده‌است، بلکه بیشتر به این خاطر بود که انصار دوباره در شهرشان، مدینه، نفوذ خود را بازیافته بودند و وی را حمایت کردند و از طرف دیگر بنی‌امیه نیز دچار پریشانی و اغتشاش شده بودند. اما دولت نوپای علی از همان بدو تأسیس مورد حملهٔ صحابه‌ای قرار گرفت که به آرزوهایشان نرسیده بودند و نیز مورد حملهٔ معاویه که تنها والی از بنی‌امیه بود که توانسته بود کنترل مقر امارتش، شام، را حفظ کند. به هر حال منابع متفقند، که طلحه و زبیر جزو اولین بیعت‌کنندگان بودند، اما بعداً این دو گفتند که بیعتشان از روی اختیار یا قلبی نبوده‌است و علی هم آن‌ها را متهم به بیعت‌شکنی کرد.

## گرد آمدن مخالفان علی در مکه

مسیر تقریبی لشکرکشی سپاه علی و سپاه جمل

عایشه، همسر محمد پیامبر اسلام، در مکه در حال تکمیل مراسم حج عمره بود که اخبار قتل عثمان را شنید. در راه بازگشت نیز متوجه انتخاب علی به عنوان خلیفه جدید شد. عایشه بدون آنکه نیت خود را آشکار کند، به مکه بازگشت و در نزدیکی خانه کعبه، سخنرانی آتشینی کرد و شورشیان را مسئول قتل عثمان دانست و خواستار مجازات عاملان این قضیه شد. وی بیان داشت که عثمان مظلومانه کشته شده و در این باب به آیاتی از قرآن  اشاره نمود. عایشه خون‌خواهی از عثمان را فریضه‌ای واجب دانست و خواستار اعمال حد شرعی بر قاتلینش شد. در منابع، به علت اینکه عایشه پیشتر یکی از مخالفان عثمان بوده، به عنوان دلیلی برای مردود دانستن حق او بر خونخواهی عثمان استفاده شده‌است. اما، لئورا وچا ولیری معتقد است که وی نتوانست از خونخواهی قتل عثمان چشم پوشی کند و سخنانی شاخص در این زمینه از وی بیان شده‌است. خصوصاً، عایشه نمی‌توانست علی را که دشمنی دیرینه‌ای با وی داشت، به عنوان خلیفه تحمل کند. به نوشته رابرت گلیو و پوناوالا کینه عایشه نسبت به علی از واقعه افک در زمان حیات محمد نشئت می‌گرفت، که به نوشته سیره نویسان، وقتی برخی به عایشه تهمت زدند، علی به محمد پیشنهاد کرد عایشه را طلاق دهد. محمدحسین طباطبایی، این روایت که توسط اهل سنت نقل شده‌است، را نزد شیعه معتبر نمی‌داند. علی بهرامیان نیز می‌نویسد در منابع تاریخی در سیر حوادث نبرد جمل هیچ اشاره‌ای به ماجرای افک یا مشابه آن نشده‌است و روایات مرتبط با آن نیز دچار تناقض است. اما در ماجرای تحریم در قرآن، علی به عنوان حامی محمد، در برابر عایشه و حفصه قرار گرفته‌است، که مورد قبول شیعه و سنی می‌باشد.
در خصوص دشمنی عایشه با علی، رسول جعفریان به نقل از علی، منشأ این دشمنی را در آن می‌داند که محمد علی را بر ابوبکر، پدر عایشه، ترجیح می‌داد و بیشتر دوست داشت و در زمان پیمان برادری، علی را به عنوان برادر خویش برگزید و در چند مقطع از جمله دادن پرچم پیروزی به علی در نبرد خیبر و انتخاب وی برای اعلام برائت از مشرکان در مکه، وی را بر ابوبکر مقدم داشت.
در آن زمان طلحه و زبیر، بعد از علی، در بین مسلمانان بیشترین اعتبار را داشتند. آنان درخواست امارت کوفه و بصره یا عراق و یمن را کردند. پس از اینکه علی از انتصاب آن‌ها به مناصب حکومتی اجتناب کرد، طلحه و زبیر با وی بحث‌های تندی کردند و سپس با اخذ اجازه و بیعت مجدد با وی، مدینه را به قصد انجام عمره ترک کردند. پوناوالا می‌نویسد طلحه و زبیر که پیشتر از آرزوهای سیاسی خود ناامید شده‌بودند، وقتی با مخالفت علی در خصوص سپردن حکومت بصره و کوفه مواجه شدند، ناامیدیشان افزون‌تر گردید. این دو وقتی شنیدند که هوادارانشان در مکه جمع شده‌اند، از علی درخواست کردند که اجازه دهد که برای عمره مدینه را ترک گویند. پس از آن، این دو بیعت خود با علی را شکستند و مسئولیت قتل عثمان را به گردن وی انداختند و از وی خواستند که قاتلان را محاکمه کند. این دو چهار ماه بعد از قتل عثمان به مکه آمدند. طبق برخی منابع تاریخ‌نگاری اسلامی، این طلحه و زبیر بودند عایشه را به شورش فراخواندند، تا بدین وسیله از قاتلان عثمان که در از یاران علی شده بودند خوانخواهی کنند و وی پس از مدتی اجابت کرد. بر مبنای روایتی از ابن ابی الحدید، معاویه نقشی مهم در ترغیب زبیر و طلحه به قیام ضد علی داشت. اندک زمانی پس از آغاز خلافت علی، وی نامه‌ای را به زبیر نوشت و او را «امیرالمؤمنین» خواند و وعده داد که خودش و شامیان با او بیعت خواهند کرد. در آن نامه، طلحه و زبیر را به خونخواهی عثمان فراخواند. بر این مبنا، علی بهرامیان می‌نویسد که معاویه و دیگر افراد بنی امیه سعی داشتند تا با ایجاد جنگ میان رقبای اصلی شان، آن‌ها را به دست هم حذف کنند.
علاوه بر عایشه، افرادی از بنی‌امیه که از مدینه فرار کرده‌بودند و بر طبق نظر روبرت گلیو خلافت را در انحصار بنی امیه می‌دیدند و اهدافشان با طلحه و زبیر متفاوت بود، در مکه جمع شده و به والیان عزل شده بصره و یمن پیوستند که از بیت المال برای خود پولی گرد آورده‌بودند.
بدین ترتیب، توطئه‌ای ضد علی شکل گرفت که علاوه برعایشه و طلحه و زبیر، کسانی از بنی امیه نظیر مروان بن حکم و سعید بن عاص و برخی دیگر از افرادی که تغییرات به وجود آمده اخیر را به عنوان زنگ خطری برای خود احساس می‌کردند، به این سه تن پیوستند. در این شرایط در نواحی پیرامون حجاز، مخالفت با علی زیاد بود. در شام، معاویه از بیعت با علی سرباز زد. در مناطق دیگر نیز مخالفت با علی شکل گرفته بود.
درخصوص انگیزه شورش علیه علی توضیحات متعددی ارائه شده‌است. به نظر ولیری، علت واقعی این شورش‌ها علیه علی، رویکرد بخشایشگر وی نسبت به مقصران قتل عثمان و ضعف وی در برخورد قاطع با شورشیان علیه خلیفه سوم بود. برخی از افراد به خاطر گستاخی و خطرآفرین بودن این جماعت، از دست آنان فرار کرده بودند. همچنین دلیل دیگر آنان در مخالفت با علی، سیاست «ضد قریش» بوده‌است. لئورا وچا ولیری می‌نویسد طلحه و زبیر و عایشه درخواست داشتند که حدود شرعی باید برای همه به‌طور مساوی برپا داشته شود و مجموعه‌ای از اصلاحات باید انجام گیرد. از آنجایی که این سه تن در سرنوشت عثمان به نوبه خود مسئول بودند، علت شورششان در راستای درخواست خونخواهی عثمان و مقصودی که از اصلاحات مد نظر داشتند، مبهم به نظر می‌رسد. به نظر می‌رسد که انگیزه‌های اجتماعی و اقتصادی که به خاطر ترس از تأثیرگذاری تندروان بر علی برانگیخته شده بود، توضیح قانع‌کننده تری باشد تا احساسات شخصی. هرچند در میان مخالفان عثمان، بدون شک افراد میانه‌رو خواستار تغییر سیاست‌های وی بودند؛ ولی هیچ‌کس فکر نمی‌کرد که کار به تغییرات اساسی سیاست‌ها بکشد. برخی مورخان نظیر مادلونگ بر این باورند که این چند تن کشته شدن عثمان را بهانه‌ای برای مخالفت با علی و جاه طلبی خود قرار دادند؛ زیرا آنها، خلافت علی را با منافع خود، سازگار نمی‌دیدند. از سوی دیگر، مخالفان عثمان مدعی بودند که خون عثمان نیازی به قصاص ندارد، زیرا وی به خاطر عمل نکردن به قرآن و سنت محمد کشته شده‌است.
ولیری معتقد است، عایشه برجسته‌ترین شخصیت جنگ جمل در میان مخالفان علی است و وی را در هدفش مصمم و سخت‌کوش می‌داند (به غیر از لحظه‌ای که صدای سگ‌های حوئب را می‌شنود)، حال آنکه طلحه و زبیر با یکدیگر نزاع کرده، توجیه‌های ضعیفی برای شکستن پیمان با علی آورده، از مهلکه جنگ فرار کرده و به خاطر آرزوهایشان به این عرصه وارد شده‌اند و در عین حال قاطعیت و توان لازم را برای پیروزی نداشته‌اند؛ ولیری به نظری از کائتانی اشاره می‌کند که مروان را سازمان دهنده پشت پرده برنامه‌های عایشه می‌داند و معتقد است گرچه این تئوری جالب است، اما از لحاظ تاریخی سندی ندارد. اگر مروان به واقع این چنین می‌بود، باید محتاطانه عمل می‌کرد و منابع چیزی از فعالیت‌های وی در این باره را، نباید انعکاس می‌دادند. عایشه نقش زیادی در برانگیختن مردم ضد علی داشت، اما طلحه و زبیر نمی‌توانستند به اندازه وی مؤثر باشند؛ زیرا این دو نیز در برهم زدن افکار عمومی ضد عثمان نقش داشتند و در قتل وی به نوبه خود مسئول بودند؛ ولیری معتقد است این دو از طرفی نیز بلافاصله با علی بیعت کرده بودند و در حال حاضر برای توجیه پیمان‌شکنی خود با علی، مدعی بودند که به زور با وی بیعت نموده‌اند. برخی از صحابه، عملکرد عایشه را در تضاد با امر قرآن به همسران محمد در سوره احزاب می‌دانند.
حفصه، دیگر همسر محمد، پیامبر اسلام و دختر عمر بن خطاب، خلیفه دوم، نیز می‌خواست به عایشه بپیوندد، اما با توصیه‌های برادرش، عبدالله بن عمر، منصرف شد. طلحه و زبیر برای جلب ام سلمه، دیگر همسر محمد، که در آن زمان در مکه بود کوشیدند، اما وی نپذیرفت و عایشه را از شورش برحذر داشت و مردم را به سوی علی فراخواند. علاوه بر ام سلمه که در مکه آشکارا به دعوت مردم به سوی علی پرداخت، میمونه، دیگر همسر محمد و خواهرش، لبابه بنت حارث، نیز جانب علی را گرفتند.

## حرکت سپاه طلحه، زبیر و عایشه به سمت بصره
پس از آنکه طلحه و زبیر و دیگر مخالفان، در جمع‌آوری حامیان در حجاز ناکام ماندند، به دنبال بهترین جا برای گردآوری لشکر و تقویت مالی سپاهشان برای پیروزی بر علی بودند. آن‌ها بعد از مشورت با یکدیگر، به امید پیدا کردن نیرو و منابع لازم برای بسیج کردن حامیان عراقی خود، تصمیم گرفتند به بصره بروند. از جمله عوامل ترغیب آن‌ها به سوی بصره، امید پشتیبانی از جانب عبدالله بن عامر اموی بود که در نیمه دوم خلافت عثمان، فرماندار بصره بود. او به شورشیان وعده داد که در بصره می‌توانند عِده و عَده گردآورند. همچنین، طلحه و زبیر به پیشنهاد عبدالله بن عامر به احنف بن قیس، کعب بن سور و منذر بن ربیعه، که از سران قبایل بصره بودند، نامه نوشتند و خونخواهی عثمان را مطرح کردند. اما، هیچ‌یک از این سه تن نپذیرفتند که به آن‌ها بپیوندند. اما عاملی که مانع رفتن آن‌ها به شام شد، آن بود که شام در اختیار معاویه بود و به روایتی ولید بن عقبه هشدار داد که معاویه آن‌ها را یاری نخواهد کرد. خود معاویه نیز در مکاتبه‌ای با زبیر، وی را به تسلط بر عراق دعوت کرد.
یعلی بن امیه، فرماندار عثمان در یمن، با اموالی که آورده بود، سپاه جمل را تجهیز کرد. همچنین، شتری به نام «عسکر» را، که منشأ وجه تسمیه جنگ جمل بود، وی در اختیار عایشه قرار داد. علی بهرامیان، با توجه به ثروت افسانه‌ای طلحه و زبیر، پرداخت هزینه سپاه از سوی بنی امیه را شگفت‌انگیز و اغراق‌آمیز می‌داند.
عایشه، طلحه و زبیر به همراه ۶۰۰ یا ۷۰۰ سوار راهی بصره شدند و بر طبق نقل طبری در آخرین روز ربیع‌الثانی عازم شدند. علی بهرامیان تعداد سپاه جمل را در این زمان ۶۰۰ تا ۹۰۰ نفر تخمین می‌زند و به روایت دیگر ۳۰۰۰ نفر بوده‌است. ویلفرد مادلونگ تخمین می‌زند که این سه تن، تقریباً چهار ماه پس از خلافت علی در ربیع‌الثانی ۳۶ هجری مصادف با اکتبر ۶۵۶ میلادی، به همراه حامیانشان، مکه را به سمت عراق ترک کردند. پس از طی یک منزل از مکه، برخی از افراد از سپاه جمل جدا شدند. مغیره بن شعبه به همراه افراد قبیله ثقیف بازگشت. همچنین، سعید بن عاص به مروان بن حکم گفت، آن‌ها که خون عثمان را ریخته‌اند بر پشت شتران نشسته‌اند، آن‌ها را بکشید و خود را به کشتن مدهید و خود به مکه برگشت.
علی، در ابتدا که از مخالفت‌ها ضد وی در مکه مطلع شد، اعلام کرد که اگر به همین سطح از ابراز اعتراض و مخالفت اکتفا کنند، با آنان برخورد نخواهد کرد. اما، وقتی دریافت که آن‌ها قصد حرکت به بصره را دارند، به مقابله برخاست و گفت که با این اقدام آن‌ها سامان امور مسلمانان خواهد گسست. وی با شنیدن این موضوع، متوجه شد که باید کاری کند، تا دولتش در مدینه منزوی نشود. علی، سهل بن حنیف را به امارت مدینه گماشت و توانست حدود ۷۰۰ سوار برای خود فراهم کند. علی بر آن بود که جلوی شورش را بگیرد، اما موفق نشد.
از طرفی دیگر سپاه عایشه به طرف بصره می‌شتافت. در منطقه حوئب، سگ‌ها به لشکریان عایشه عوعو می‌کردند. عایشه با شنیدن صدای سگها، یاد سخنی از محمد افتاد که وی را از بانگ سگ‌های حوئب بیم داده بود و تصمیم به منصرف شدن از ادامه لشکرکشی گرفت. اما لشکریانش قسم خوردند که آنجا، منطقه حوئب نبوده و خیال عایشه آسوده شد و به مسیرش ادامه داد؛ ولیری معتقد است مسئله عوعو سگ‌ها حوئب، تنها به خاطر توجه زیادی که به آن در منابع شده، اهمیت پیدا کرده‌است. وقتی سپاه عایشه به بصره نزدیک شد، تبلیغات و سخنرانی‌هایش را شروع نمود. عایشه با فرستادن پیک و نامه به افراد سرشناس بصره، کوشید که بصریان را به شورش خود ملحق کند. عایشه هدف خود را از این قیام، اصلاح نامید و خواستار اجرای حدود شرعی در مورد قاتلان عثمان، اعمال امنیت و نظم در جامعه درگیر هرج و مرج و انتخاب مجدد خلیفه‌ای مشروع توسط شورا گردید و انتخاب مجدد علی را به عنوان خلیفه منوط به بازگشت به سنت محمد و از بین بردن امتیازات دانست.

## رویارویی سپاه عایشه با سپاه عثمان بن حنیف در بصره

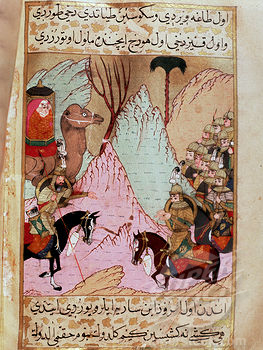
نگاره‌ای از عایشه سوار بر شتر در جنگ جمل، برگرفته از «سیره نبی» حماسه‌ای ترکی اثر مصطفی فرزند یوسف از ارزروم در سده شانزدهم میلادی

زمانی که سپاه جمل نزدیک بصره رسید، عثمان بن حنیف، والی منصوب علی در بصره، دو تن از کارگزاران وفادارش، ابوالاسود دؤلی و عمران بن حصین، را نزد آنان فرستاد تا بداند برای چه به بصره آمده‌اند. سپاه جمل در پاسخ گفتند برای خونخواهی عثمان و تشکیل شورای خلافت برای انتخاب خلیفه جدید. در نتیجه، عثمان از مردم خواست که مجهز و مسلح شوند. در بدو ورود سپاه جمل به بصره، مردم به همراه عثمان بن حنیف در مدخل غربی شهر، موسوم به مربد، گرد آمدند. ابتدا طلحه برایشان سخنرانی کردند. طلحه گفت که به زور شمشیر با علی بیعت کرده و با وجود انتقاد به شیوه زمامداری عثمان، خواهان قتل وی نبوده‌اند. اما عبدالله بن حکیم تمیمی نامه‌های قبلی طلحه را ارائه داد، که در آن‌ها خلاف این را نوشته بود. زبیر و عایشه نیز در خصوص ضرورت خونخواهی عثمان و تشکیل شورای خلافت برای انتخاب خلیفه سخن گفتند. مردم بصره به دو گروه تجزیه شدند، گروهی به عثمان بن حنیف، که بر حسب وظیفه با عملیات عایشه مخالف بود و منتظر آمدن علی به بصره بود، وفادار ماندند و گروهی نیز به لشکر عایشه پیوستند. بدین ترتیب، ناآرامی‌ها در بصره شروع شد.
در خصوص سیر حوادث بصره، منابع روایات مختلفی ارائه کردند. به نوشته ولیری، غوغا و نزاعی در محله دباغان مربد بین دو گروه رخ داد. پس از آن، جنگ بر سر قدرت در شهر بصره به حالت متارکه درآمد. بهرامیان می‌گوید، شمار کشتگان درگیری روز نخست را تا ۷۰ تن نوشته‌اند. در نهایت، هنگام غروب، میان آن‌ها صلح‌نامه‌ای منعقد شد که تا رسیدن علی جنگ نکنند و دارالاماره، مسجد و بیت المال در اختیار عثمان بن حنیف باشد و از سوی دیگر، مخالفان در هر جای شهر که خواستند اقامت کنند. محمدرضا ناجی می‌نویسد در جنگی که در دو روز نخست درگرفت حدود پانصد تن به روایت شیخ مفید کشته شدند و سپس متارکه صورت گرفت.
بهرامیان می‌نویسد، طلحه و زبیر قصد تسلط بر شهر را داشتند و دو شب پس از متارکه درگیری، در مسجد به هنگام نماز عشا به عثمان بن حنیف حمله کردند و پس از ضرب و شتم و کندن موی ریش و سرش، وی را به زندان افکندند. سپس، به بیت المال حمله کردند و پس از کشتن چند تن، آن را نیز در اختیار گرفتند. گویند که زبیر قصد داشت بیت المال را میان مردم تقسیم کند، اما پسرش عبدالله وی را از پراکنده کردن پول میان مردم بازداشت. اما، ولیری موضوع را به صورت دیگری روایت می‌کند. دو طرف به منظور تعیین حاکم بصره، پیکی را به سوی مدینه راهی نمودند تا اطلاع حاصل کند، که آیا واقعاً طلحه و زبیر به زور با علی بیعت کردند یا خیر؛ وی معتقد است که عثمان بن حنیف با این کار می‌خواسته برای خود زمان بخرد. در این حین، اوضاع تغییری نکرد و قصر حکومتی، مسجد جامع و بیت المال بصره در اختیار عثمان بن حنیف بود. اما به خاطر اهمیت مسئله امامت نماز، توافق حاصل شد که هر کدام از دو گروه برای خود امام جماعت مجزا داشته باشند. امام گروه طرفدار علی، همان عثمان بن حنیف شد. اما طلحه و زبیر بر سر امام جماعت با یکدیگر نزاع کردند. عایشه دستور داد که این دو به نوبت امامت را عهده‌دار شوند. بر طبق روایتی دیگر، عایشه دستور داد تا پسران این دو یعنی محمد بن طلحه و عبدالله بن زبیر، به نوبت امام جماعت شوند. پیکی که به سوی مدینه فرستاده شده بود، به بصره بازگشت و سخن طلحه و زبیر را تأیید کرد. اما نامه‌ای نیز به عثمان بن حنیف رسید که دقیقاً عکس این مطلب را بیان می‌کرد؛ بنابراین عثمان بن حنیف، حاضر نشد پستش را ترک کند و دو گروه درون مسجد جامع با یکدیگر به جنگ پرداختند. اما از آن مهم‌تر، حمله سپاه عایشه به بیت المال بصره بود. آنان محافظان بیت المال را، که از قبایل زط و سیابجه بودند، کشتند یا زندانی کرده و سپس سر بریدند و همچنین عثمان بن حنیف را مجبور کردند که قصر حکومتی را ترک کند و موی سر و ریشش را کندند. عثمان آنان را تهدید کرد که با استفاده از قدرت برادرش سهل بن حنیف، که والی مدینه بود، انتقام خود را از خانواده‌های سپاه عایشه خواهد گرفت و به همین علت آزادش کردند و وی به علی پیوست.
در روزهای پس از آن، جنگی در دارالرزق رخ داد که منابع بر روی جزئیات این ماجرا متفق‌القول نیستند. حکیم بن جبله فرمانده نظامی شهر از طرفداران سر سخت علی بود. وی تا آن زمان دست به کاری نزده و منتظر آمدن علی مانده بود. وی از طلحه و زبیر خواست که عثمان بن حنیف را آزاد کنند و دارالاماره و بیت المال را به او تسلیم کنند. اما آنان نپذیرفتند. سپس، با چند صد تن به نبرد با سپاه جمل برخاست که خودش و چند تن از برادران و هفتاد نفر از نیروهایش از قبایل ربیعه و بنی عبدالقیس کشته شدند.
ولیری در باب اینکه چه کسی آغازگر درگیری در بصره بوده‌است، می‌نویسد گرچه برخی منابع میانه‌روی سپاه عایشه را می ستایند و از فرمان عایشه به سپاهش مبنی بر عدم استفاده از سلاح مگر به عنوان دفاع از خود سخن می‌گویند، اما سپاه عایشه آغازگر جنگ است؛ چرا که به پول و تجهیزات نیاز داشتند و می‌ترسیدند که در بین سپاه علی که در حال آمدن به بصره بود و سپاه عثمان بن حنیف محصور شوند. سپاه عایشه پس از تصرف بصره، فرمانی عمومی اعلام کردند مبنی بر اینکه تمامی کسانی که در محاصره خانه عثمان شرکت داشتند باید تحویل سپاه عایشه شوند و مانند سگان کشته شوند. این گروه را در منابع، نفار می‌نامند. مردم اطاعت کردند و در منابع بیان شده که ۶۰۰۰ نفر در همین راستا کشته شدند. تنها حرقوص بن زهیر از این ماجرا جان سالم به در برد، چرا که قبیله‌اش محافظ وی شدند. این کشتار و نحوه توزیع غنایم و مزایا از سوی طلحه و زبیر که به حامیانشان تعلق می‌گرفت، بخشی از مردم بصره را خشمگین نمود و ۳۰۰۰ تن از آنان که جزو بنی عبدالقیس بودند، به علی در ذی قار پیوستند. قبیله بنی تمیم، که مهم‌ترین قبیله بصره و تحت امر احنف بن قیس بود، در این میان بی‌طرف ماند.
بتدریج، پس از تسلط سپاه جمل بر بصره، میان سران آن اختلاف بروز کرد. یکی از موضوعات اختلاف امامت نماز جماعت بود. اما علاوه بر آن، در مورد اینکه چه کسی بیت المال را مهر کند نیز دچار اختلاف شدند و در نهایت هر سه تن مهر کردند. سرانجام، توافق کردند که با زبیر به عنوان «امارت»، و نه «خلافت»، بیعت کنند. این موضوع سبب شد عبدالله بن زبیر به عایشه بدگمان شود، که وی برای منصب خلافت، جانب طلحه را گرفته‌است. علی نیز، در همین هنگام، در خطبه‌ای بر اختلاف شدید میان سران جمل تأکید می‌کند و هشدار می‌دهد که در صورت موفقیت به یکدیگر رحم نخواهند کرد.
از سوی دیگر، عایشه کوشید تا برای سپاه جمل حامیانی جلب کند. وی نزد کعب بن سور، بزرگ ازدیان و قاضی شهر، رفت و وی را که از درگیری کناره گرفته بود، متقاعد کرد که به آنان بپیوندد. پیوستن وی، در جلب حمایت قبایل یمنی بصره و به‌خصوص، قبیله ازد تأثیر زیادی داشت. همچنین، سران جمل از جمله عایشه، نامه‌هایی برای کوفه، شام، مدینه و یمامه نگاشتند و آنان را به حمایت از شورش خود فراخواندند. در نامه گفتند جمعی از مردم بصره را به جهت خونخواهی عثمان کشته‌اند و دیگران نیز باید چنین کنند. عایشه نوشت که ۲۶ روز در بصره اقامت کردند و مردم را به اجرای حدود الهی خوانده‌اند، سپس جمعی از مردم بصره که در خون عثمان دست داشتند خیانت کردند و به این جهت کشته شدند.

## درخواست یاری علی از مردم کوفه
علی مجبور به جلوگیری از تصرف عراق توسط این گروه شد، چرا که شام فقط از معاویه اطاعت می‌کرد. در مصر نیز هرج و مرج وجود داشت؛ بنابراین با از کف رفتن عراق، عملاً استان‌های شرقی وابسته به آن شامل ایران نیز از دست می‌رفت. در هنگام عزیمت علی از مدینه به سمت بصره (قبل از وقوع نبرد جمل) علی در جایی توقف کرد و با قریشیان مکی بصره دیدار کرد. در ربذه، علی اخبار درگیری‌های بصره میان سپاه بصره با عثمان بن حنیف و حکیم بن جبله را دریافت کرد. سپاه جمل، عثمان بن حنیف را آزاد کردند و وی که موی سر و ریشش کنده شده بود در ربذه یا ذی قار به علی پیوست. این بمثابه پیام جنگ به علی بود و هاشم بن عتبه را با نامه‌ای نزد ابوموسی اشعری والی کوفه فرستاد، تا سپاهی گرد آورد. علی در منزل فید، در میانه راه مکه و کوفه، حسن مجتبی و عمار یاسر را برای گردآوری سپاه به کوفه گسیل داشت. همچنین، به تدریج افراد دیگری نظیر محمد بن ابی بکر، عبدالله بن عباس و محمد بن عون را نیز به کوفه فرستاد، تا سپاه گرد آورند.
بهرامیان می‌نویسد، علی هشت روز پس از ترک مدینه به ذی قار رسید و در آنجا مستقر شد. ولیری می‌نویسد، در حالی که مذاکرات با عثمان بن حنیف به مدت ۲۶ روز به پیش می‌رفت، علی به ذی قار نزدیک شد. وی ترجیح داد به جای این که به بصره لشکر کشی کند، حمایت کوفه را جلب کند.
ابوموسی اشعری والی کوفه پیش از جنگ جمل با علی بیعت نمود. اما وقتی که جنگ بین طلحه و زبیر و عایشه با علی بالا گرفت، ابوموسی موضعی بی‌طرف اتخاذ کرد و با وجود تحت فشار قرار گرفتن، از تصمیمش منصرف نشد. ابوموسی اشعری در کوفه، با اینکه علی را به عنوان خلیفه به رسمیت شناخته بود، مردم کوفه را بی‌طرفی در جنگ داخلی بین مسلمانان فرا می‌خواند. عایشه، نیز، در این هنگام نامه‌ای از بصره به ابوموسی اشعری نگاشت و از وی خواست کاری کند که مردم کوفه به یاری علی نروند. ابوموسی نیز، شاید متأثر از آن، مردم را از فتنه برحذر می‌داشت و به خودداری از جنگ فرامی خواند. همچنین، وی نامه‌ای به زید بن صوحان، که از بزرگان کوفه و یاران علی بود، نگاشت و از وی خواست تا به سپاه جمل بپیوندند یا دست کم مردم را از یاری علی بازدارد. اما زید اجابت نکرد.
سرانجام حامیان علی وی را از کوفه بیرون کردند و علی نامه‌ای شدیدالحن به وی نوشت و از امارت کوفه عزلش کرد و قرظه بن کعب را به امارت کوفه گماشت. فرستادگان علی تلاش بسیاری برای جلب حمایت برای سپاه علی انجام دادند، تا بالاخره شش، هفت یا دوازده هزار نفر را به سپاه علی ملحق کردند. مادلونگ می‌نویسد حسن توانست لشکر شش یا هفت هزار نفره فراهم کند و آنان را به ذی قار آورد و به علی ملحق شد. در نهایت، علی با سپاهی با حدود ۱۲۰۰۰ نفر متشکل از هفت گروه از قبایل گوناگون که از مدینه، کوفه و بصره به وی پیوسته بودند به بصره رسید. برخی روایات تاریخی نظیر طبری و ابن اعثم تعداد سپاه وی را تا ۲۰۰۰۰ تن نیز برآورد کرده‌اند.

## نبرد
علی با سپاهش به بصره رسید و در منطقه زاویه در شمال بصره اقامت کرد. وی طی سه روز کوشید باب مذاکرات با طلحه و زبیر و عایشه را باز کند و فرستادگانی نظیر عبدالله بن عباس و صعصعه بن صوحان را با نامه نزد آنان فرستاد. اما، آنان بر موضع خود پافشاری کردند. علی بهرامیان می‌گوید که عایشه بر وسعت بیشتر سرزمین‌های تحت تصرف مخالفان نسبت به آنچه علی بر آن حکومت دارد، تأکید می‌کند و به ابن‌عباس می‌گوید که میان آن‌ها و علی جز شمشیر داوری نخواهد بود. در روز نبرد یا پیش از آن، علی شخصاً با طلحه و زبیر گفت‌وگو کرد و آنان را از جنگ برحذر داشت. علی خاطره‌ای از محمد را به یاد زبیر آورد که پیش‌گویی کرده بود زبیر به ناحق با علی خواهد جنگید و این موضوع باعث تزلزل زبیر شد. روایات در خصوص واکنش زبیر اختلاف دارند. برخی می‌گویند، وی سپس میدان جنگ را ترک کرد و برخی دیگر می‌گویند، عایشه و پسرش، عبدالله، او را به ادامه جنگ برانگیختند. طبق برخی اخبار، گویا، وی در ابتدای جنگ حاضر بوده و حتی با عمار یاسر نبردی تن به تن داشته که آن را نیمه کاره رها کرده‌است.
منابع در مورد روز جنگ اتفاق نظر ندارند. برخی آن را در روز ۱۰ جمادی‌الاولی ۳۶ هجری قمری تقریباً مقارن با ۴ نوامبر ۶۵۶ میلادی برخی در روز ۱۵ جمادی‌الاولی، برخی ۱۰ جمادی‌الثانی ۳۶ هجری تقریباً مقارن با ۴ دسامبر ۶۵۶ میلادی و برخی روز جنگ را ۱۵ جمادی‌الثانی مقارن را با ۹ دسامبر می‌دانند. دو لشکر در ناحیه «خریبه» صف آرایی کردند. گویا، خریبه در شمال غرب بصره و بالای «مربد» قرار داشته و منطقه مسطح و مناسبی برای جنگ بوده‌است. در لشکر علی، مالک اشتر فرمانده جناح راست، عمار یاسر فرمانده جناح چپ، ابوقتاده انصاری فرمانده پیادگان و محمد بن حنفیه پرچمدار بوده‌است. در سپاه جمل نیز عایشه در یک کجاوه حفاظت شده با زره سوار بر شتری در میدان بود، زبیر فرمانده سپاه بود، طلحه، محمد بن طلحه، عبدالله بن زبیر و مروان بن حکم به ترتیب فرمانده پیادگان، سواران، میانه سپاه و جلوداران بودند.
ولیری می‌گوید در حالی که همه فکر می‌کردند توافق بین طرفین حاصل شده‌است، جنگ بین دو سپاه ناگهان آغاز گردید. در منابع در مورد آغازگر جنگ روایاتی گوناگون داریم. بر طبق برخی روایات، علی به لشکریانش دستور داد که جنگی را آغاز نکنند، اما پس از آنکه برخی از حامیان علی کشته شدند، وی خود را مستحق دانست که به جنگ علیه سپاه جمل اقدام کند. رسول جعفریان و مادلونگ در باب آغازگر معتقدند که چون گفتگوها بی‌اثر بود، علی یکی از مسلمانان را با مصحف در میان مخالفان فرستاد تا آن‌ها را از تفرقه بازدارد و به صلح و تسلیم دعوت نماید. آن‌ها شخص فرستاده‌شده را با تیرهایشان از پادرآوردند و سپس، علی فرمان جنگ داد. محمد بن جریر طبری روایتی دیگر دارد که حاکی است که از آن است که علی تمایل نداشت از جمعی از سپاهیانش که در قتل عثمان دخیل بودند، حفاظت کند. آنان سرنوشت خود را در خطر دیدند و جنگ را به‌طور مخفیانه از علی آغاز کردند. جنگ از صبح تا غروب آفتاب ادامه داشت.
منابع در مورد جنگ جمل، حاکی از تعدادی نبردهای دو نفره، شجاعت جنگندگان و شعرها و رجزهای خوانده شده توسط آنان است. اما این روایات، روند ادامه جنگ را از لحاظ نظامی و تاکتیکی توضیح نمی‌دهند. آنچه از این روایات بر می‌آید این است که بنا به سنت عرب، جنگ بیشتر شامل نبردهای دو نفره و دوئل وار بوده و درگیری گروهی و گسترده در آن به چشم نمی‌خورد. مهم‌ترین بخش جنگ، حول هودج عایشه و شترش در جریان بود. طلحه توسط تیری که بسیاری از منابع آن را کار مروان می‌دانند، زخمی شد و پس از برده شدن به یک خانه در گذشت. البته برخی منابع نیز پرتاب تیر را کار شخصی ناشناس می‌دانند. روبرت گلیو می‌نویسد انگیزه مروان از این عمل، این بود که وی، طلحه را هیچگاه در قتل عثمان بی تقصیر نمی‌دانست. البته بهرامیان احتمال می‌دهد که مروان، بعدها برای توجیه مشارکتش در سپاه جمل این کار را به خود نسبت داده باشد. زبیر نیز پس از اینکه با علی دیدار کرد و علی وی را به یاد سخنی از محمد در مورد خودش انداخته بود، در مشروعیت جنبشی که به راه انداخته بود، دچار تردید گشت و میدان جنگ را ترک نمود. شب هنگام، برخی از افراد قبیله بنی تمیم وی را تعقیب کردند و در جایی خلوت به نام وادی السباع به طرز توطئه آمیزی کشتند. احنف بن قیس را از محرکان قتل زبیر دانسته‌اند. قاتل وی را عمرو بن جرموز مجاشعی نام برده‌اند.
مداخله احنف در قتل زبیر را به یقین نمیتوان تأیید کرد،چه احنف خود از راویان قتل زبیر به دست ابن‌جرموز بود و پس از کشته شدن زبیر نیز مردد بود که عمرو بن جرموز کاری به صواب کرده باشد.و افزون بر آن اگر این داستان در زمان او مشهور بوده،شگفت است که عبدالله و مصعب پسران زبیر بعدها احنف را در میان خود پذیرفتند و او را بسیار پاس داشتند.
افرادی که در مقابل هم می‌جنگیدند، بعضاً عضو یک قبیله، خاندان و حتی خانواده بودند. عایشه در هنگام جنگ سوار بر هودجش بر روی شتر بود. هودج را با فلز و دیگر اشیا پوشانیده بودند، تا به وی آسیبی نرسد و خود شتر را نیز مجهز به زره کرده بودند. در پایان جنگ، از بس تیر به هودج خورده بود، هودج شبیه به خارپشت به نظر می‌آمد. عایشه در این جنگ آسیبی ندید و تنها یک خراش جزئی بر روی یکی از بازوانش به وجود آمد. جنگ حول شتر بسیار شدید بود. محافظان عایشه یکی پس از دیگری کشته می‌شدند و هر که کشته می‌شد، افسار شتر عایشه را یکی دیگر از لشکریانش می‌گرفت. بین ۴۰ تا ۲۷۰۰ نفر برای حفاظت از عایشه کشته شدند. سپاه علی پیروز شد و یاران علی زانوی شتر را قطع کردند و شتر به همراه عایشه به زمین نشست.
محاسبه آمار دقیق رزمندگان در این جنگ و کشته شدگان غیرممکن است؛ چرا که منابع در مورد تلفات جنگ، اعدادی بین ۶۰۰۰ تا ۳۰۰۰۰ تن گزارش می‌دهند؛ ولیری می‌نویسد عدد ۳۰۰۰۰ اغراق است، زیرا افرادی که از مدینه به همراه علی آمدند و افرادی که بعداً به وی پیوستند سر جمع به سختی به ۱۵۰۰۰ تن می‌رسد. در خصوص تعداد افراد سپاه جمل، عدد مشهور در منابع ۳۰۰۰۰ نفر است و تلفات آن حدود ۵۰۰۰ تن بوده‌است و در خصوص تعداد سپاه علی، منابع اعداد مختلفی بین ۱۲۰۰۰ تا ۲۰۰۰۰ نفر را ذکر کرده‌اند و تلفات آن را بین ۵۰۰ تا ۱۷۰۰ نفر نوشته‌اند، که مشهور حدود ۱۰۰۰ نفر است. آنچه در برخی منابع در خصوص تلفات بیش از ده هزار نفری در این جنگ آمده‌است، اغراق‌آمیز بوده و با ابعاد سپاهیان و طول مدت جنگ تناسب ندارد.
روبرت گلیو معتقد است که گرچه در مورد فرار و خیانت و حقارت در این جنگ، در منابع اغراق شده اما این دلایل به خوبی نشان دهندهٔ بی‌ثباتی مخالفان علی و حاکی از علت پیروزی آسان وی در این جنگ است.

## پس از جنگ
عایشه بازداشت گردید اما با احترام با وی رفتار شد و علی وی را تحت مراقبت به مدینه فرستاد و در این تصمیم سر سخت بود.
علی به سپاه شکست خورده عایشه امان داد و آن‌ها را پس از اخذ بیعت آزاد نمود. در خصوص بیعت برخی از سپاه جمل همچون مروان گزارش‌ها مختلف است و برخی مورخان گفته‌اند علی آن‌ها را بدون اخذ بیعت بخشید و وی به معاویه در شام پیوست. همچنین مانع تصاحب اموالشان توسط سپاهیانش به عنوان غنیمت جنگی شد. این عمل علی، باعث بروز ناآرامی‌هایی در سپاهش گردید. مطلبی مهم‌تر که باعث شد تندرویان سپاه علی وی را متهم به خروج از دین بکنند، این بود که علی مانع از به کنیزی گرفتن زنان و فرزندان و گرفتن اموال کشته شدگان جنگ در سپاه عایشه گردید و تنها اسلحه‌هایی را که در میدان جنگ به دست می‌آمد را مجاز به گرفتن دانست. این موضوع باعث بروز ناآرامی‌هایی در سپاهش گردید. آنان از علی پرسیدند که چطور ریختن خون این افراد حلال بوده اما اموالشان حرام است و خوارج، بعداً، این مسئله را به عنوان یکی از اتهامات وارده بر علی مبنی بر خروج از دین به حساب می‌آوردند.
با توجه به اینکه علی کسب غنیمت جنگی جز سلاح و مرکب جنگی لشکر جمل را منع کرده بود، وقتی وارد بصره شد، از پول‌هایی را که در بیت‌المال یافت، ۵۰۰ درهم به عنوان جبران میان سپاهش تقسیم کرد. تقسیم مساوی این مبلغ احتمالاً نشانهٔ این است که وی به کهنه‌مسلمانانی که از روزهای اول به اسلام خدمت کرده بودند و تازه‌مسلمانانی که در فتوحات نقش داشتند، یکسان مواجب می‌داد و سپس برای جلب حمایت کوفیان علیه معاویه، به آن شهر رفت.
مردم بصره با علی بیعت کردند. علی، عبدالله بن عباس را والی بصره نمود. پس از آن، علی موفق به تشکیل ائتلافی گسترده شد که دو گروه جدید را به حامیانش افزود. اولی قاریان که آخرین امیدشان در بازیابی نفوذ خود را در علی می‌دیدند و دومی رهبران قبائل سنتی که مجذوب مساوات وی در تقسیم غنائم شده بودند. شکل‌گیری موفقیت‌آمیز این ائتلاف که افراد گوناگونی چون عمار بن یاسر (مهاجر)، قیس بن سعد عباده (انصار)، مالک اشتر (قاریان)، و اشعث بن قیس (رهبر سابق جنگ‌های رده و رئیس قبیله کنده) را در بر می‌گرفت، را می‌توان به پای شخصیت برجستهٔ علی گذاشت.

## بازتاب جنگ جمل در فقه و عقاید مسلمانان
فتنه اول نخستین تجربه جنگ میان گروه‌های مسلمان بود. سیره حکومتی علی در جنگ میان حاکم و شورشیان مسلمان از مبانی تدوین احکام مواجهه با شورشیان درون جامعه اسلامی و تدوین «احکام بغات» بوده‌است، که در پاسخ به خلفای عباسی، به‌خصوص هارون الرشید، تدوین شده‌است. علی در نبرد جمل حکم کرد که زخمیان و اسیران نباید کشته شوند. با آنان که سلاح می‌اندازند نباید جنگیده شود و آنان که از میدان نبرد می‌گریزند، نباید تعقیب شوند. فقط سلاح‌ها و مرکب‌های جنگی غنیمت گرفته شود. همچنین پس از نبرد دستور داد هیچ زندانی جنگی، زن یا کودکی نباید به بردگی گرفته شود و اموال کشتگان سپاه دشمن به وراث قانونی‌شان می‌رسد. نزد شیعه نیز برای استنباط احکام بغی علیه امام عادل به جنگ جمل پرداخته شده‌است.
جنگ جمل، بعداً به موضوع مناقشات کلامی میان شیعه و سنی تبدیل شد و طرفین در مباحث مربوط به جانشینی محمد و شأن صحابه وی به این جنگ استناد می‌جستند. شیخ مفید در «کتاب جمل» و ابوالحسن اشعری در مقالات الاسلامیین آرا و عقاید دربارهٔ جمل را دسته‌بندی کرده‌اند. از این جهت که شخصیت علی برای مسلمانان (اعم از شیعه و سنی) دارای اهمیت مذهبی، سیاسی، فقهی و روحانی است، زندگی او به طرق مختلف تحلیل و تفسیر شده و اسناد تاریخی موجود نیز تحت تأثیر ملاحظات فرقه‌ای قرار گرفته‌است. در منابع شیعی، ادعاهای خونخواهی عثمان و اخبار مربوط به پشیمانی و توبه سران سپاه جمل نقد و رد شده‌است. اما، منابع اهل سنت در مقابل بر توبه و پشیمانی طلحه، زبیر و عایشه تأکید کرده‌اند. شیخ مفید می‌گوید جمعی زیادی از اهل سنت نگارش، خواندن و روایت کردن اخبار جنگ جمل و جنگ صفین را روا نمی‌دانستند.
از جمله موضوعاتی که بعداً محل بحث در میان اهل حدیث شد، درستی شرکت یا کناره‌گیری اصحاب در این جنگ بوده‌است. از یک سو علی خلیفه بود و طلحه، زبیر و عایشه از صحابه بزرگ در برابرش بودند و از سوی دیگر جمعی از صحابه بزرگ نظیر سعد بن ابی وقاص، اسامه بن زید و عبدالله بن عمر از نزاع دوری جستند. اشاعره، مرجئه و اهل حدیث با توجه منزلتی که برای صحابه محمد قائل بوده‌اند، معتقدند علی، طلحه، زبیر و عایشه، که همگی از اصحاب بزرگ هستند، بر اساس اجتهاد خود عمل کرده‌اند و بر خطا نبوده‌اند. معتزله آرای مختلفی دربارهٔ جمل دارند. واصل بن عطا و عمرو بن عبید یکی از طرفین جنگ را، به هر حال، گمراه می‌دانستند. اما، از بیان صریح آن طرف مورد نظرشان اجتناب کردند. برخی در تعیین هدایت یا ضلالت یکی از طرفین، توقف کردند و موضعی اتخاذ نکردند. برخی نظیر اسماعیل بستی، سپاه جمل را گمراه و بلکه اهل فسق (خروج از شریعت) دانستند. برخی نظیر قاضی عبدالجبار، شورش سپاه جمل را با هدف مشروع خونخواهی عثمان تلقی کردند و نه برای کسب حکومت. ماتریدیه نظیر عمر بن محمد نسفی هرچند بر حقانیت علی تأکید کردند، اما خطای سپاه جمل را مایه تنزل آن‌ها از مرتبه اجتهاد نمی‌دانسته‌اند. اباضیه از طلحه و زبیر را به دلیل نقض بیعت و بغی بیزاری می‌جستند، اما توبه عایشه را پذیرفته می‌دانستند. حنابله و حشویه نظیر تفتازانی و عضدالدین ایجی حکم به توقف دربارهٔ قضاوت در خصوص صحت شرعی عمل صحابه داده‌اند و روایات تاریخی مرتبط با جنگ جمل را بی‌اعتبار می‌دانستند.

## یادداشت
1. ↑  وَلَا تَقْتُلُوا النَّفْسَ الَّتِی حَرَّمَ اللَّهُ إِلَّا بِالْحَقِّ وَمَنْ قُتِلَ مَظْلُومًا فَقَدْ جَعَلْنَا لِوَلِیِّهِ سُلْطَانًا فَلَا یُسْرِفْ فِی الْقَتْلِ إِنَّهُ کَانَ مَنْصُورًا (سوره اسراء آیه ۳۳)
2. ↑  وَقَرْنَ فِی بُیُوتِکُنَّ وَلاَ تَبَرَّجْنَ تَبَرُّجَ الْجَاهِلِیَّةِ الْأُولَی … و در خانه‌های خود بمانید، و همچون دوران جاهلیّت نخستین (در میان مردم) ظاهر نشوید. (سوره احزاب آیه ۳۳)